# Ivančec
Ivančec falu Horvátországban Kapronca-Kőrös megyében. Közigazgatásilag Apajkeresztúrhoz tartozik.

## Fekvése
Kaproncától 14 km-re, községközpontjától 6 km-re nyugatra, a Kemléki-hegységben fekszik.

## Története
1857-ben 85, 1910-ben 210 lakosa volt. A trianoni békeszerződésig Varasd vármegye Ludbregi járásához tartozott. 2001-ben 66 lakosa volt.

## Külső hivatkozások
Rasinja község hivatalos oldala